# کرم‌ها آشوب نهایی
کرم‌ها آشوب نهایی (به انگلیسی: Worms Ultimate Mayhem) یک بازی استراتژی نوبتی با استفاده از توپخانه به صورت سه‌بعدی است که توسط تیم ۱۷ توسعه یافته است. این بازی نسخه بازنشر شده از کرم‌ها ۴: آشوب است که با گرافیک بهبودیافته منتشر شده. بازی شامل محتوای جدید، صداپیشگی در حالت داستانی توسط Guy Harris و اصلاحات دیگر در گیم‌پلی مانند بهبود کنترل دوربین است. بازی دارای گیم‌پلی نوبتی، یک کمپین تک‌نفره و حالت‌های چندنفره محلی و آنلاین است. در حالی که این بازی به‌طور عمده بر اساس کرم‌ها ۴: آشوب ساخته شده، آشوب نهایی همچنین شامل محتوای کرم‌ها ۳ بعدی است، با نقشه‌های کمپین و چندنفره آن که در بازی گنجانده شده است.
این بازی در ۲۸ سپتامبر ۲۰۱۱ برای مایکروسافت ویندوز و ایکس باکس ۳۶۰ و در ۱۴ فوریه ۲۰۱۲ برای پلی استیشن ۳ به صورت دیجیتالی دانلود شد.